# Xerophaeus oceanicus
Xerophaeus oceanicus är en spindelart som beskrevs av Schmidt och Rudy Jocqué 1983. Xerophaeus oceanicus ingår i släktet Xerophaeus och familjen plattbuksspindlar.
Artens utbredningsområde är Réunion. Inga underarter finns listade i Catalogue of Life.